# Gewelfrib

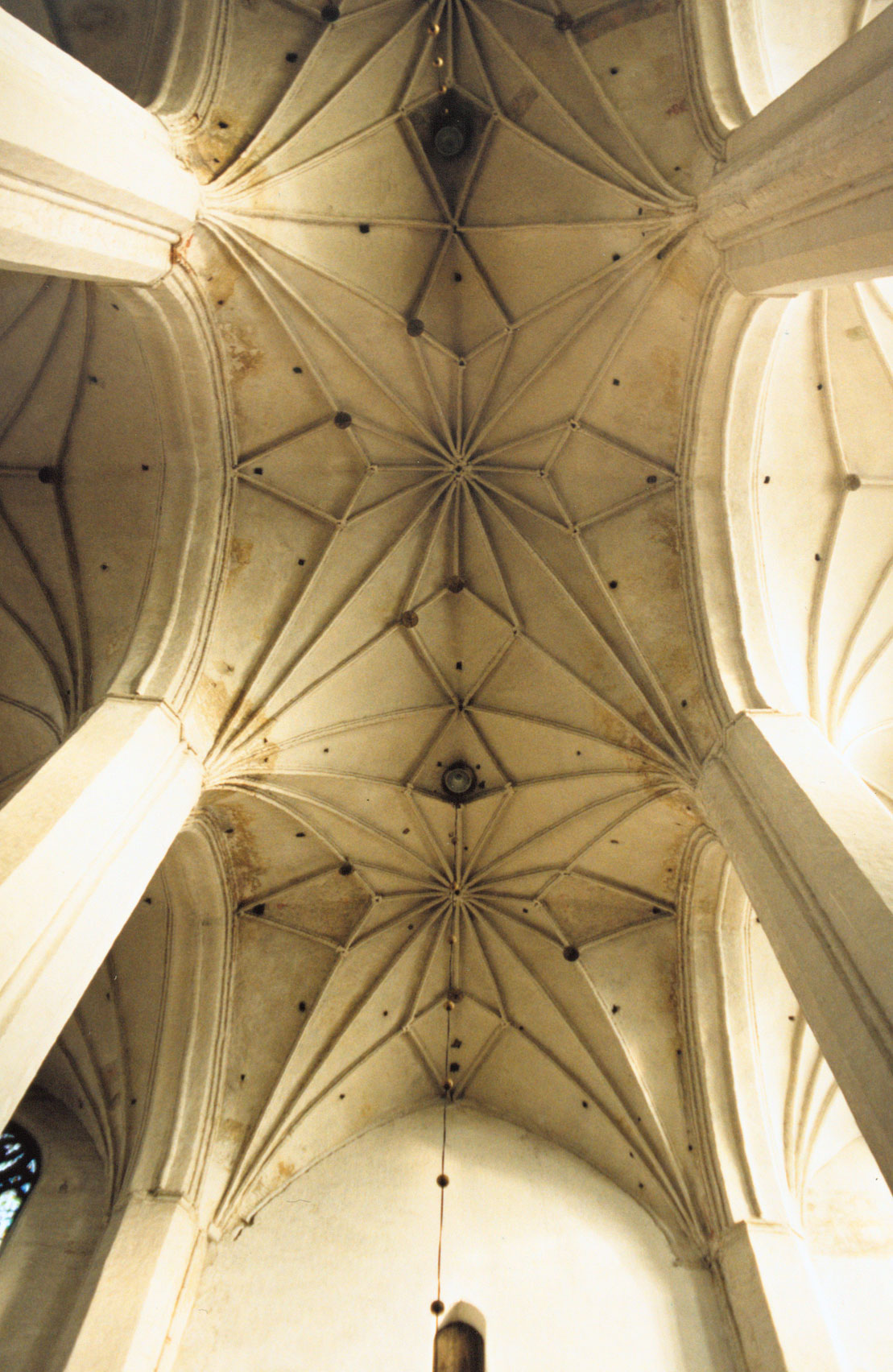
Stergewelf met gewelfribben in de kerk van Toruń

Een gewelfrib of gewelfribbe, kortweg rib of ribbe, is een stenen strook aan de onderzijde van een gewelf die vaak gekromd en lang is. De gewelfribben vormen vaak een boog om het gewicht van het gewelf met de gewelfkappen te dragen en te concentreren op de omliggende pijlers, kolommen, pilasters en muren. Dit zijn dragende ribben. Daarnaast bestaan er ook hulpribben of sierribben: ribben die louter als doel hebben om het ribbenpatroon sierlijker te maken. Een gewelf met ribben heet een ribgewelf.
Reeds in de romano-gotiek werden er ribben toegepast in de constructie van gewelven. Zij hadden echter nog geen dragende functie en werden toegepast als sierribben. In de gotiek werden de gewelfribben wel gebruikt als dragende functie. Daarbij werden de graten van de romaanse graatgewelven ondersteunt door ribben, waardoor er ribgewelven ontstonden. Het vroeggotische kruisribgewelf brengt het grootste gedeelte van het gewicht van het gewelf over op de ribben, die op hun beurt weer rusten op de kapitelen van de pijlers en zijmuren. Door deze constructie konden er tussen de muurdelen steeds grotere vensters worden toegepast. In de late gotiek worden er steeds meer sierribben en hulpribben toegepast in stergewelven en netgewelven. De aanvullende ribben die deze gewelven hebben, de hulpribben of steekribben, worden de tiercerons en liernes genoemd. Behalve de uitgebreidere toepassing van ribben, krijgen de ribben zelf ook een sierlijker uiterlijk door het rijkere profiel.
In late gotiek kunnen de gewelfribben ook tenietlopen.
Ribgewelven waarin gewelfribben zijn toegepast zijn onder meer het kruisribgewelf, het waaiergewelf, het stergewelf en het netgewelf.
In de meeste gevallen vormen de dragende ribben ieder een diagonaalrib. 